# Sémýstra
Sémýstra (starořecky: Σημύστρα) byla město starověké Thrákie. Dionýsios Byzantský napsal, že se tam nacházel oltář nymfy Sémýstry; odtud pravděpodobně pochází název města. Sémýstra byla nymfa, která vychovala Keróessu, dceru Íó a Dia.
Nachází se v čele Zlatého rohu v evropském Turecku.